# Kalingeri, Sandur
Kalingeri là một làng thuộc tehsil Sandur, huyện Bellary, bang Karnataka, Ấn Độ.